# 1996–97년 ISU 스피드스케이팅 월드컵
1996–97년 ISU 스피드스케이팅 월드컵은 국제 빙상 경기 연맹(ISU) 주관으로 1996년 11월 23일부터 1997년 3월 2일까지 열린 스피드스케이팅 월드컵 대회이다.

## 남자

### 경기
| 날짜                                                         | 장소         | 종목     | 1위                   | 2위                             | 3위               |
| ------------------------------------------------------------ | ------------ | -------- | --------------------- | ------------------------------- | ----------------- |
| 1996년 11월 23일-24일                                        | 베를린       | 1500m    | 이츠 포스트마         | 닐 마셜                         | 린티어 리츠마     |
| 1996년 11월 23일-24일                                        | 베를린       | 5000m    | 지아니 로머           | 린티어 리츠마                   | 셸 스토렐리드     |
| 1996년 11월 30일-12월 1일                                    | 헤이렌베인   | 1500m    | 이츠 포스트마         | 린티어 리츠마                   | 닐 마셜           |
| 1996년 11월 30일-12월 1일                                    | 헤이렌베인   | 5000m    | 린티어 리츠마         | 지아니 로머                     | 셸 스토렐리드     |
| 1996년 12월 7일-8일                                          | 전주         | 500m(1)  | 호리이 마나부         | 제갈성렬                        | 그루네 니에스     |
| 1996년 12월 7일-8일                                          | 전주         | 500m(2)  | 호리이 마나부         | 세르게이 클렙체냐               | 그루네 니에스     |
| 1996년 12월 7일-8일                                          | 전주         | 1000m(1) | 실뱅 부샤르           | 세르게이 클렙체냐               | 얀 보스           |
| 1996년 12월 7일-8일                                          | 전주         | 1000m(2) | 헤라르트 판 펠더      | 호리이 마나부                   | 이규혁            |
| 1996년 12월 14일-15일                                        | 시부카와     | 500m(1)  | 시미즈 히로야스       | 호리이 마나부                   | 세르게이 클렙체냐 |
| 1996년 12월 14일-15일                                        | 시부카와     | 500m(2)  | 시미즈 히로야스       | 세르게이 클렙체냐               | 제갈성렬          |
| 1996년 12월 14일-15일                                        | 시부카와     | 1000m(1) | 김윤만                | 세르게이 클렙체냐               | 호리이 마나부     |
| 1996년 12월 14일-15일                                        | 시부카와     | 1000m(2) | 제갈성렬              | 호리이 마나부                   | 구로이와 도시유키 |
| 1996년 12월 14일-15일                                        | 하마르       | 5000m    | 린티어 리츠마         | 지아니 로메                     | 시라하타 게이지   |
| 1996년 12월 14일-15일                                        | 하마르       | 10000m   | 안드레이 크리보셰예프 | 셸 스토렐리드                   | 보프 더 용        |
| 1997년 1월 3일-4일                                           | 캘거리       | 500m(1)  | 시미즈 히로야스       | 세르게이 클렙체냐               | 제갈성렬          |
| 1997년 1월 3일-4일                                           | 캘거리       | 500m(2)  | 시미즈 히로야스       | 호리이 마나부                   | 케이시 피츠랜돌프 |
| 1997년 1월 3일-4일                                           | 캘거리       | 1000m(1) | 케이시 피츠랜돌프     | 이노우에 준이치                 | 제갈성렬          |
| 1997년 1월 3일-4일                                           | 캘거리       | 1000m(2) | 케이시 피츠랜돌프     | 제갈성렬                        | 미야베 야스노리   |
| 1997년 10월 10일-12일 1997년 유럽 선수권 대회 헤이렌베인     |              |          |                       |                                 |                   |
| 1997년 1월 11일-12일                                         | 밀워키       | 500m(1)  | 그루네 니에스         | 케이시 피츠랜돌프               | 호리이 마나부     |
| 1997년 1월 11일-12일                                         | 밀워키       | 500m(2)  | 세르게이 클렙체냐     | 호리이 마나부                   | 시미즈 히로야스   |
| 1997년 1월 11일-12일                                         | 밀워키       | 1000m(1) | 호리이 마나부         | 얀 보스                         | 케이시 피츠랜돌프 |
| 1997년 1월 11일-12일                                         | 밀워키       | 1000m(2) | 호리이 마나부         | 케이시 피츠랜돌프               | 세르게이 클렙체냐 |
| 1997년 1월 18일-19일                                         | 바셀가디피네 | 1500m    | 시라하타 게이지       | 예룬 스트라트호프               | 노아케 히로유키   |
| 1997년 1월 18일-19일                                         | 바셀가디피네 | 10000m   | 보프 더 용            | 바르트 펠드캄프                 | 프랑크 디트리히   |
| 1997년 1월 25일-26일                                         | 다보스       | 1500m    | 예룬 스트라트호프     | 노아케 히로유키                 | 제이슨 파커       |
| 1997년 1월 25일-26일                                         | 다보스       | 5000m    | 보프 더 용            | 지아니 로머                     | 프랑크 디트리히   |
| 1995년 2월 1일-2일 1997년 세계 스프린트 선수권 대회 하마르   |              |          |                       |                                 |                   |
| 1997년 2월 14일-16일 1997년 세계 올라운드 선수권 대회 나가노 |              |          |                       |                                 |                   |
| 1997년 2월 22일-23일                                         | 인스브루크   | 500m(1)  | 이노우에 준이치       | 호리이 마나부                   | 시미즈 히로야스   |
| 1997년 2월 22일-23일                                         | 인스브루크   | 500m(1)  | 호리이 마나부         | 제갈성렬                        | 로게르 스트룀     |
| 1997년 2월 22일-23일                                         | 인스브루크   | 1000m(1) | 오네 쇤롤             | 얀 보스                         | 케빈 오벌랜드     |
| 1997년 2월 22일-23일                                         | 인스브루크   | 1000m(2) | 오네 쇤롤             | 제러미 워더스푼                 | 얀 보스           |
| 1995년 2월 28일-3월 2일                                      | 인첼         | 500m(1)  | 시미즈 히로야스       | 호리이 마나부                   | 세르게이 클렙체냐 |
| 1995년 2월 28일-3월 2일                                      | 인첼         | 500m(2)  | 시미즈 히로야스       | 호리이 마나부 세르게이 클렙체냐 |                   |
| 1995년 2월 28일-3월 2일                                      | 인첼         | 1000m    | 호리이 마나부         | 오네 쇤롤                       | 얀 보스           |
| 1995년 2월 28일-3월 2일                                      | 인첼         | 1500m    | 린티어 리츠마         | 마르틴 헤르스만                 | 시라하타 게이지   |
| 1995년 2월 28일-3월 2일                                      | 인첼         | 5000m    | 린티어 리츠마         | 지아니 로머                     | 이츠 포스트마     |
| 1997년 3월 7일-9일 1997년 세계 종목별 선수권 대회 바르샤바   |              |          |                       |                                 |                   |

### 월드컵 랭킹
| 순위 | 선수              | 포인트 |
| ---- | ----------------- | ------ |
| 1    | 시미즈 히로야스   | 380    |
| 2    | 호리이 마나부     | 375    |
| 3    | 세르게이 클렙체냐 | 345    |
| 4    | 제갈성렬          | 285    |
| 5    | 이노우에 준이치   | 275    |
| 6    | 케이시 피츠랜돌프 | 245    |
| 7    | 미야베 야스노리   | 215    |
| 8    | 마이크 아일랜드   | 193    |
| 9    | 야마카게 히로아키 | 159    |
| 10   | 그루네 니에스     | 157    |

| 순위 | 선수              | 포인트 |
| ---- | ----------------- | ------ |
| 1    | 호리이 마나부     | 315    |
| 2    | 케이시 피츠랜돌프 | 275    |
| 3    | 세르게이 클렙체냐 | 255    |
| 4    | 얀 보스           | 253    |
| 5    | 제갈성렬          | 228    |
| 6    | 헤라르트 판 펠더  | 220    |
| 7    | 오네 쇤롤         | 204    |
| 8    | 제러미 워더스푼   | 198    |
| 9    | 이노우에 준이치   | 190    |
| 10   | 김윤만            | 159    |

| 순위 | 선수              | 포인트 |
| ---- | ----------------- | ------ |
| 1    | 린티어 리츠마     | 165    |
| 2    | 닐 마셜           | 155    |
| 3    | 노아케 히로유키   | 150    |
| 4    | 예룬 스트라트호프 | 147    |
| 5    | 이츠 포스트마     | 136    |
| 6    | 시라하타 게이지   | 125    |
| 7    | K. C. 부티엣      | 120    |
| 8    | 마르틴 헤르스만   | 117    |
| 9    | 제이슨 파커       | 92     |
| 10   | 바딤 사유틴       | 63     |

| 순위 | 팀                    | 포인트 |
| ---- | --------------------- | ------ |
| 1    | 린티어 리츠마         | 195    |
| 2    | 지아니 로머           | 185    |
| 3    | 보프 더 용            | 170    |
| 4    | 셸 스토렐리드         | 155    |
| 5    | 바르트 펠드캄프       | 150    |
| 6    | 프랑크 디트리히       | 150    |
| 7    | 시라하타 게이지       | 125    |
| 8    | 바딤 사유틴           | 107    |
| 9    | 안드레이 크리보셰예프 | 95     |
| 10   | 이츠 포스트마         | 87     |

## 여자

### 경기
| 날짜                                                         | 장소         | 종목     | 1위               | 2위                   | 3위                           |
| ------------------------------------------------------------ | ------------ | -------- | ----------------- | --------------------- | ----------------------------- |
| 1996년 11월 23일-24일                                        | 베를린       | 1500m    | 군다 니만         | 토니 더 용            | 커스틴 홀럼                   |
| 1996년 11월 23일-24일                                        | 베를린       | 3000m    | 토니 더 용        | 카를라 제일스트라     | 군다 니만                     |
| 1996년 11월 30일-12월 1일                                    | 헤이렌베인   | 1500m    | 토니 더 용        | 군다 니만             | 바르바라 더 로르              |
| 1996년 11월 30일-12월 1일                                    | 헤이렌베인   | 3000m    | 토니 더 용        | 바르바라 더 로르      | 군다 니만                     |
| 1996년 12월 7일-8일                                          | 전주         | 500m(1)  | 쉐루이훙          | 스베틀라나 주로바     | 프란치스카 솅크               |
| 1996년 12월 7일-8일                                          | 전주         | 500m(2)  | 시마자키 교코     | 프란치스카 솅크       | 오카자키 도모미               |
| 1996년 12월 7일-8일                                          | 전주         | 1000m(1) | 프란치스카 솅크   | 구스노세 시호         | 마리아너 티머르               |
| 1996년 12월 7일-8일                                          | 전주         | 1000m(2) | 프란치스카 솅크   | 마리아너 티머르       | 크리스 위티                   |
| 1996년 12월 14일-15일                                        | 시부카와     | 500m(1)  | 시마자키 교코     | 쉐루이훙              | 프란치스카 솅크               |
| 1996년 12월 14일-15일                                        | 시부카와     | 500m(2)  | 오카자키 도모미   | 시마자키 교코         | 쉐루이훙                      |
| 1996년 12월 14일-15일                                        | 시부카와     | 1000m(1) | 프란치스카 솅크   | 구스노세 시호         | 크리스 위티                   |
| 1996년 12월 14일-15일                                        | 시부카와     | 1000m(2) | 자비네 푈커       | 크리스 위티           | 프란치스카 솅크               |
| 1996년 12월 14일-15일                                        | 하마르       | 3000m    | 토니 더 용        | 군다 니만             | 스베틀라나 바자노바           |
| 1996년 12월 14일-15일                                        | 하마르       | 5000m    | 토니 더 용        | 군다 니만             | 카를라 제일스트라             |
| 1997년 1월 3일-4일                                           | 캘거리       | 500m(1)  | 프란치스카 솅크   | 오카자키 도모미       | 스베틀라나 주로바             |
| 1997년 1월 3일-4일                                           | 캘거리       | 500m(2)  | 오카자키 도모미   | 프란치스카 솅크       | 쉐루이훙                      |
| 1997년 1월 3일-4일                                           | 캘거리       | 1000m(1) | 프란치스카 솅크   | 자비네 푈커           | 크리스 위티                   |
| 1997년 1월 3일-4일                                           | 캘거리       | 1000m(2) | 자비네 푈커       | 크리스 위티           | 프란치스카 솅크               |
| 1997년 1월 10일-12일 1997년 유럽 선수권 대회 헤이렌베인      |              |          |                   |                       |                               |
| 1995년 1월 20일-22일                                         | 밀워키       | 500m(1)  | 쉐루이훙          | 프란치스카 솅크       | 스베틀라나 주로바 크리스 위티 |
| 1995년 1월 20일-22일                                         | 밀워키       | 500m(2)  | 쉐루이훙          | 프란치스카 솅크       | 스베틀라나 주로바             |
| 1995년 1월 20일-22일                                         | 밀워키       | 1000m(1) | 크리스 위티       | 자비네 푈커           | 베키 선스트롬                 |
| 1995년 1월 20일-22일                                         | 밀워키       | 1000m(2) | 크리스 위티       | 자비네 푈커           | 프란치스카 솅크               |
| 1997년 1월 18일-19일                                         | 바셀가디피네 | 1500m    | 토니 더 용        | 클라우디아 페히슈타인 | 스베틀라나 바자노바           |
| 1997년 1월 18일-19일                                         | 바셀가디피네 | 5000m    | 카를라 제일스트라 | 커스틴 홀럼           | 클라우디아 페히슈타인         |
| 1995년 1월 25일-26일                                         | 다보스       | 1500m    | 군다 니만         | 스베틀라나 바자노바   | 클라우디아 페히슈타인         |
| 1995년 1월 25일-26일                                         | 다보스       | 3000m    | 군다 니만         | 클라우디아 페히슈타인 | 아니 프리징거                 |
| 1997년 2월 1일-2일 1997년 세계 스프린트 선수권 대회 하마르   |              |          |                   |                       |                               |
| 1997년 2월 14일-16일 1997년 세계 올라운드 선수권 대회 나가노 |              |          |                   |                       |                               |
| 1997년 2월 22일-23일                                         | 인스브루크   | 500m(1)  | 쉐루이훙          | 마리아너 티머르       | 진화                          |
| 1997년 2월 22일-23일                                         | 인스브루크   | 500m(2)  | 쉐루이훙          | 자비네 푈커           | 캐트리오나 르메이             |
| 1997년 2월 22일-23일                                         | 인스브루크   | 1000m(1) | 마리아너 티머르   | 프란치스카 솅크       | 크리스 위티                   |
| 1997년 2월 22일-23일                                         | 인스브루크   | 1000m(2) | 마리아너 티머르   | 자비네 푈커           | 크리스 위티                   |
| 1997년 2월 28일-3월 2일                                      | 인첼         | 500m(1)  | 시마자키 교코     | 마리아너 티머르       | 오카자키 도모미               |
| 1997년 2월 28일-3월 2일                                      | 인첼         | 500m(2)  | 쉐루이훙          | 오카자키 도모미       | 시마자키 교코                 |
| 1997년 2월 28일-3월 2일                                      | 인첼         | 1000m    | 마리아너 티머르   | 자비네 푈커           | 프란치스카 솅크               |
| 1997년 2월 28일-3월 2일                                      | 인첼         | 1500m    | 군다 니만         | 스베틀라나 바자노바   | 아니 프리징거                 |
| 1997년 2월 28일-3월 2일                                      | 인첼         | 3000m    | 군다 니만         | 클라우디아 페히슈타인 | 아니 프리징거                 |
| 1997년 3월 7일-9일 1997년 세계 종목별 선수권 대회 바르샤바   |              |          |                   |                       |                               |

### 월드컵 랭킹
| 순위 | 선수              | 포인트 |
| ---- | ----------------- | ------ |
| 1    | 쉐루이훙          | 385    |
| 2    | 프란치스카 솅크   | 345    |
| 3    | 오카자키 도모미   | 340    |
| 4    | 시마자키 교코     | 287    |
| 5    | 스베틀라나 주로바 | 272    |
| 6    | 자비네 푈커       | 244    |
| 7    | 캐트리오나 르메이 | 235    |
| 8    | 마리아너 티머르   | 205    |
| 9    | 진화              | 197    |
| 10   | 크리스 위티       | 160    |

| 순위 | 선수            | 포인트 |
| ---- | --------------- | ------ |
| 1    | 프란치스카 솅크 | 335    |
| 2    | 크리스 위티     | 305    |
| 3    | 자비네 푈커     | 292    |
| 4    | 마리아너 티머르 | 280    |
| 5    | 구스노세 시호   | 230    |
| 6    | 베키 선스트롬   | 230    |
| 7    | 쉐루이훙        | 220    |
| 8    | 앙케 바이어     | 173    |
| 9    | 옥사나 라빌로바 | 155    |
| 10   | 시마자키 교코   | 151    |

| 순위 | 선수                  | 포인트 |
| ---- | --------------------- | ------ |
| 1    | 군다 니만             | 195    |
| 2    | 토니 더 용            | 170    |
| 3    | 스베틀라나 바자노바   | 150    |
| 4    | 클라우디아 페히슈타인 | 135    |
| 5    | 바르바라 더 로르      | 112    |
| 6    | 마리아너 티머르       | 106    |
| 7    | 커스틴 홀럼           | 91     |
| 8    | 우에하라 미에         | 87     |
| 9    | 아니 프리징거         | 77     |
| 10   | 울리케 아데베르크     | 75     |

| 순위 | 팀                    | 포인트 |
| ---- | --------------------- | ------ |
| 1    | 토니 더 용            | 200    |
| 2    | 군다 니만             | 190    |
| 3    | 카를라 제일스트라     | 160    |
| 4    | 클라우디아 페히슈타인 | 160    |
| 5    | 커스틴 홀럼           | 150    |
| 6    | 바르바라 더 로르      | 140    |
| 7    | 아니 프리징거         | 135    |
| 8    | 스베틀라나 바자노바   | 110    |
| 9    | 우에하라 미에         | 105    |
| 10   | 하이케 바르니케       | 97     |